# Julie Frost
Julie Frost (26 september 1970) is een Amerikaans zangeres en componist.
Frost schreef het nummer Satellite waarmee Lena Meyer-Landrut in 2010 het Eurovisie Songfestival won. Hoewel het nummer niet voor het songfestival geschreven is, vond Frost wel dat Lena het nummer goed kon vertolken. Frost schreef het nummer oorspronkelijk voor gitaar, en kende het hele concept van het Songfestival niet, toen ze het nummer opstuurde naar John Gordon, die het arrangeerde voor Lena JMeyer-Landrut.
Samen met Madonna schreef Frost het nummer Masterpiece, waarvoor ze een Golden Globe Award ontving.

## Discografie
- The Wave, 2002[4]
- Happy Child Music, 2006

- Bibsys: 13005195
- Bibliothèque nationale de France: cb16914023c (data)
- Gemeinsame Normdatei: 141603852
- International Standard Name Identifier: 0000 0003 5637 0900
- MusicBrainz: 4324a917-7cfe-41bd-9e51-179cca86d8e3